# 月刊バスケットボール
月刊バスケットボール（げっかんバスケットボール）は、日本文化出版より発行されているバスケットボール専門誌である。略称は月バス。

## 概要
1973年に島本和彦らによって創刊された、老舗のバスケットボール専門誌である。毎月25日発売。
日本代表をはじめ、BリーグやWリーグ、大学、高校、中学、ミニバスケと国内バスケットボール情報を多く掲載しているほか、チーム事情や選手の素顔にも迫る連載企画、著名現役選手およびOB・OGによる連載もある。かつては時東ぁみも連載を持っていた。
海外情報もNBAやWNBA、NCAA 、ユーロリーグなどを取り上げている。別冊付録として「GEKKAN SKILL BOOK」や「Bリーグ選手名鑑」、「NBA PLAYERS QUICK GUIDE（選手名鑑）」もついている。
2006年バスケットボール世界選手権開催に合わせてガイド号も発売された。さらに「部活ガンバロ」など技術面に特化した臨時増刊号も発行。

## 連載
- My School LIFE
- 五十嵐圭のBBコラム「Real Voice」
- 「部活帰りのお楽しみ! GOODS見ようZ!」
- Mie's Angle
- 島本和彦の月バスアーカイブス
- THE GEKKAN BB★COLUMN
- 選手たちの声が聞こえる
- 勝利を目指すファンダメンタル
- 籠久バスケットボール“Legend”
- 森川やすしの未来トレーニング
- ツカちゃん＠現場を行く!